# Słomniki (gemeente)
De gemeente Słomniki is een stad- en landgemeente in het Poolse woiwodschap Klein-Polen, in powiat Krakowski.
De zetel van de gemeente is in miasto Słomniki.
Op 30 juni 2004 telde de gemeente 13 589 inwoners.

## Plaatsen
De gemeente bestaat uit de stad Słomnik en:
- Brończyce
- Czechy
- Janikowice
- Januszowice
- Kacice
- Kępa
- Lipna Wola
- Miłocice
- Muniakowice
- Niedźwiedź
- Orłów
- Polanowice
- Prandocin
- Prandocin-Iły
- Prandocin-Wysiołek
- Ratajów
- Smroków
- Szczepanowice
- Trątnowice
- Waganowice
- Wesoła
- Wężerów
- Zaborze
- Zagaje Smrokowskie

## Oppervlakte gegevens
In 2002 bedroeg de totale oppervlakte van gemeente Słomniki 111,38 km², waarvan:
- agrarisch gebied: 83%
- bossen: 10%

De gemeente beslaat 9,06% van de totale oppervlakte van de powiat.

## Demografie
Stand op 30 juni 2004:
| Omschrijving                   | Totaal | Totaal | Vrouwen | Vrouwen | Mannen | Mannen |
| ------------------------------ | ------ | ------ | ------- | ------- | ------ | ------ |
| eenheid                        | aantal | %      | aantal  | %       | aantal | %      |
| inwoners                       | 13 589 | 100    | 7021    | 51,7    | 6568   | 48,3   |
| bevolkingsdichtheid (inw./km²) | 122    | 122    | 63      | 63      | 59     | 59     |

In 2002 bedroeg het gemiddelde inkomen per inwoner 1324,28 zł.

## Aangrenzende gemeenten
Gołcza, Iwanowice, Kocmyrzów-Luborzyca, Koniusza, Miechów, Radziemice